# 笑波子
笑波子（英語：Smilingboris，1993年11月18日—），本名李煒樂，香港全職YouTuber，主要上傳遊戲及生活類型影片。他由2012年就讀高科院土木工程系一年級時開始拍片上載至YouTube，在2016年畢業後全職投入YouTuber的工作

## 生平
笑波子目前養有兩隻貴婦狗，一隻雄性的狗名為Muffin，另一隻雌性的狗名為Brownie，笑波子現在和母親還有兩隻狗狗居住在紅磡黃埔花園，笑波子就讀香港高等教育科技學院時期開始拍攝和製作影片並上載到YouTube。

### YouTube生涯
他在2016年從土木工程學系畢業後做全職YouTuber，頻道營運八年至今訂閱人數達到100萬。笑波子每日上載1至3條短片至YouTube，在2020年已上載逾條短片。短片的瀏覽量從2萬至過百萬不等，通過YouTube的分紅及與商戶的合作拍片，龐大的觀眾量為他一年帶來逾百萬港元收入。
2006年9月10日，創立YouTube頻道笑波子。
2011年4月23日，於頻道第一次上傳影片.   [2020-11-15]. （原始内容存档于2020-11-21）.。
2016年，頻道的訂閱數目突破100,000。
2017年4月，成為香港第二個突破50萬訂閱的粵語YouTuber，其訂閱人數僅次於JASON（大J）及馬田（點 Cook Guide），成為訂閱排行第三的非藝人出身的廣東話YouTuber。
2022年6月27日，笑波子成為了香港第一位達成十億總觀看次數的YouTuber。
2024年12月29日，頻道的訂閱數目突破1,000,000，成為第七個百萬訂閲的香港YouTuber。

## 名稱來源
網名「笑波子」的「波子」源自他兒時的綽號：他中二時曾赴新加坡讀書一年，回流香港後，同學們都沒有看過膠質的「坡紙」（即新加坡元紙幣），很多人都問他拿來看，自此他便有了「波子」（粵語諧音）這個綽號。而「笑」字是希望使觀眾發笑的意思。

## 外部連結
- 笑波子的Facebook專頁 （繁體中文）